# Los menores (álbum de Farruko)
Los Menores es el nombre del cuarto álbum de estudio publicado por el cantante y compositor Farruko. Fue lanzado el 27 de octubre de 2014 a las tiendas bajo las compañías discográficas Carbon Fiber Music, Siente Music y el sello distribuidor Universal Music Latino.
Cuenta con 15 canciones y con las colaboraciones de múltiples artistas como Arcángel, De La Ghetto, J Álvarez, Zion & Lennox, Tony Dize, Nicky Jam, entre otros. A dos días de su publicación en iTunes consiguió la 1.era posición del iTunes Latin Urban y Top Latin Albums además de otros tops generales también de iTunes.

## Concepto musical
El concepto del álbum, según el propio cantante "Los Menores" se titula así por el más joven del género, la mentalidad de traer nuevas caras o novatos, además de consolidados artistas como Arcángel o Zion & Lennox. Además Farruko en el álbum se dedicó a producir pistas y se preocupó más ejecutivamente del diseño, sonido e imagen.
Aunque es un álbum de estudio de Farruko, el declaró que es como un varios artists (aparte de que no sale en «Profugo» sino solamente Kelmitt y D.OZi). Cuando se terminó el disco Farruko firmó a su nuevo cantante Alexio "La Bestia" para Carbon Fiber Music como esto sucedió después de terminar el disco Alexio no salió en el disco, pero se realizó una intro alternativa con la participación de Alexio aparte este último afirmó que va a aparecer en varios remixes del disco.

## Lista de canciones

### Edición estándar
| N.º | Título                                                                       | Productor                              | Duración |  |
| 1.  | «Salgo» (DJ Luian con Farruko, D.OZi, Arcángel, Ñengo Flow, Genio y Kelmitt) | DJ Luian & Noize                       | 06:32    |  |
| 2.  | «Recordarte» (con De La Ghetto)                                              | DJ Luian, Jumbo                        | 03:39    |  |
| 3.  | «Lejos de aquí»                                                              | Jumbo                                  | 03:41    |  |
| 4.  | «Estás pa' mí» (con Wayne Wonder)                                            | Rvssian, Edup & Li'l Geniuz            | 03:18    |  |
| 5.  | «Pa' darle» (con Ñengo Flow)                                                 | DJ Luian, Noize & Frabian              | 03:35    |  |
| 6.  | «Menor» (con D.OZi)                                                          | Edup, Li'l Geniuz                      | 04:16    |  |
| 7.  | «Miro el reloj» (con J Álvarez y Jory Boy)                                   | DJ Luian, Noize, Frabian Elí & Klasico | 05:00    |  |
| 8.  | «Si no te tengo» (con Tony Dize)                                             | DJ Luian, Frabian & Jumbo              | 04:12    |  |
| 9.  | «No soy» (con Nicky Jam)                                                     | DJ Luian, Noize & Benny Benni          | 03:29    |  |
| 10. | «No quiere saber» (con Zion & Lennox)                                        | Haze, Edup                             | 03:49    |  |
| 11. | «Interesada» (con Lui-G 21 Plus)                                             | Montana & Edup                         | 03:42    |  |
| 12. | «Bebe conmigo» (con J Balvin)                                                | Sky & Mosty                            | 03:34    |  |
| 13. | «Prófugo» (D.OZi con Kelmitt)                                                | Jumbo                                  | 03:43    |  |
| 14. | «Passion Whine» (con Sean Paul)                                              | Rvssian, Sharo Torres, Edup & Jumbo    | 03:33    |  |
| 15. | «Así crecí»                                                                  | Edup & Seguí                           | 03:25    |  |

### Deluxe Edition
Aparte de la versión original hay una versión Deluxe Edition en Target cual tiene las 15 canciones y 2 canciones extra:

| N.º | Título                                          | Productor                                 | Duración |  |
| 16. | «Passion Whine (Remix)» (con Sean Paul y Wisin) | Rvssian, Sharo Torres, Edup, Jumbo & Hyde | 04:21    |  |
| 17. | «La nueva gerencia» (con Arcángel)              | DJ Luian & Noize, Sky & Phantom           |          |  |

## Los Menores Tour
El 29 de marzo de 2014 Farruko realizó un concierto en el Coliseo de Puerto Rico José Miguel Agrelot un concierto que iniciaba la gira del disco pero en realidad el concierto ayudaba a promocionar el disco pero más bien el concierto no solo era de Farruko sino de varios en artistas invitados cantando junto con él en algunas ocasiones dejaba que los artistas cantaran solos pero después del concierto en el choliseo realizó la gira. Los artistas que lo acompañaron fueron Daddy Yankee, D.OZi, Ñengo Flow, Jory, Sean Paul, Yomo, Baby Rasta & Gringo, Divino, De La Ghetto, Zion & Lennox, y terminó la velada cantando junto a J Balvin el exitoso «6 AM».

### Los Menores Tour Bus 2015
En el 2015 se inició la nueva gira titulada Los Menores Tour Bus 2015 que será más fiel al disco que la primera ya que tendrá nuevas canciones aparte de la participación de sus artistas, la gira empezara en Estados Unidos, Canadá que terminó en Puerto Rico.